# Yasera Ghosheh
Yasera Ghosheh es una política jordana, que se desempeñó como ministra de desarrollo del sector público de su país. Desde septiembre de 2016 es senadora.

## Biografía

### Primeros años
Completó su pregrado en Derecho en la Universidad de Jordania. Completó su maestría de la misma casa de estudios y realizó otra en Derecho Comercial de la Universidad de Birmingham. Estudió en la Escuela de Gobierno de Dubái donde obtuvo un título en negociación en liderazgo. Realizó un curso de gestión estratégica para líderes de organizaciones no gubernamentales de la Escuela de Gobierno John F. Kennedy de la Universidad de Harvard. En 2003 asistió a un curso sobre evaluadores de excelencia europeos en la Fundación Europea para la Gestión de la Calidad.

### Carrera
Trabajó en el Departamento Económico y Desarrollo de la Real Corte Hachemita como subdirectora desde 2002. Desde marzo de 2004 hasta marzo de 2006 trabajó como coordinadora del Premio Rey Abdalá II a la Excelencia en Desempeño y Transparencia del Gobierno. De 2005 a 2006 fue asesora técnica en el Ministerio de Administración de Reformas del Sector Público. Fue profesora en la Universidad de Petra en la facultad de administración de empresas y finanzas, donde trabajó durante nueve años. Fue la primera directora ejecutiva del Centro de Excelencia Rey Abdalá II, trabajando allí desde 2006 hasta mayo de 2016. En 2009 fue galardonada con la Orden de Huseinen segunda clase por su contribución distinguida.
Fue nombrada Ministra de Desarrollo del Sector Público el 1 de junio de 2015 en el gabinete del Primer Ministro Hani Al-Mulki. El 26 de septiembre de 2016 fue nombrada Senadora por el rey Abdalá II y fue seleccionada como asistente del presidente del Senado.